# ヨロイアジ
ヨロイアジ（学名:Carangoides armatus ）は、アジ科に属する沿岸性の海水魚である。インド太平洋の熱帯・亜熱帯域でよくみられ、その生息域は西は南アフリカ、東は日本まで広がっている。ふつう岩礁やサンゴ礁、湾などでみられる。背鰭と臀鰭の前方部が伸長する事、背鰭の軟条がフィラメント状に伸長すること、胸部に無鱗域があることなどで他種と区別できる。漂泳性の肉食魚で、様々な種類の小魚や頭足類、甲殻類等を捕食する。性成熟には全長21センチメートルで達する。記録されている最大体長は全長で57センチメートル、最大体重は3.5キログラムである。本種の分類をめぐる歴史は複雑であり、現在でも同属種のC. ciliarius を本種と同種とみなすべきかについては見解が分かれている。漁業においてはそれほど重要な種ではないが、食用としては美味とされ、釣りの対象となることもある。

## 分類
ヨロイアジはスズキ目アジ科のヨロイアジ属(Carangoides )に属するとされていたが、現在はクボアジ属 Atropus に属するとされている。
本種はドイツの博物学者エドゥアルト・リュッペルにより1830年に、紅海から得られた標本をホロタイプとして初めて記載された。リュッペルは本種をCitula armata と命名し、ジョルジュ・キュヴィエによって1816年に創設されていたアジ科のCitula 属に分類した。Citula 属はのちにシマアジ属(Pseudocaranx )のシノニムとされ、もともとCitula 属に分類されていた魚類の多くは他のアジ科の属に移された。C. armata という学名もギンガメアジ属(Caranx )に移され、種小名を男性化してCaranx armatus と変更された。最終的にこの学名は、多くの研究者によってなされたアジ科魚類の分類再検討の一環としてヨロイアジ属(Carangoides )に移されて現在に至る。本種は初記載の後も三度独立に再記載されている。まずキュヴィエは本種にCaranx ciliaris という学名を付けた。続いて大島正満がCitula pescadorensis という学名で、脇谷洋次郎がCaranx schlegeli という学名で本種を記載している。これらの学名はいずれも国際動物命名規約に基づき後行シノニムとして無効とされている。
以上のように本種の分類と命名が複雑な過程を経ていることもあり、本種ときわめて近縁の同属種Carangoides ciliarius との識別については混乱が生じており、今でもこの2種を正確に識別することはできていない。1975年の論文ではC. ciliarius が本種のシノニムとされたが、一方で未だに一部の専門家は両種を共に有効な種として認めている。
種小名のarmatus はラテン語で「武装した」という意味である。明治末から昭和初期にかけて刊行された倉場富三郎の『日本西部及び南部魚類図譜』（グラバー図譜）には既に「よろいあじ」の名で記載されている。

## 形態

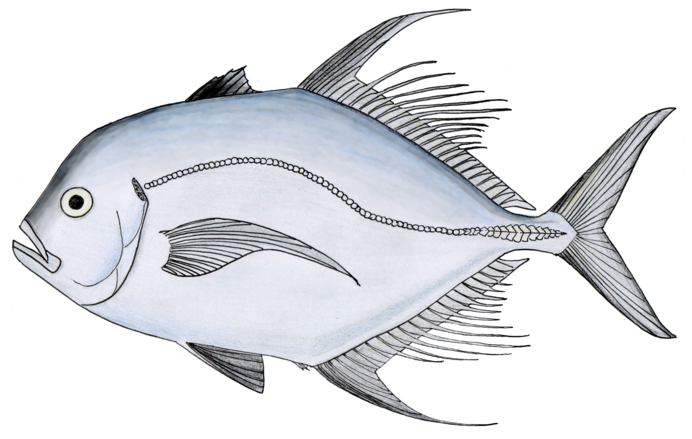
オスのヨロイアジは背鰭と臀鰭にフィラメント状の伸長がある。

ヨロイアジは他のアジ科魚類とよく似た、強く側偏した楕円形の体を持つ。中型魚であり、最大で全長57センチメートル、体重3.5キログラムに達した記録がある。頭部の口から項部にかけての輪郭は、特に成体で極めて急峻である。吻長と同じくらいの大きさかそれよりわずかに小さい眼には、脂瞼（透明な瞼状の部分）がわずかに発達する。口は大きく、斜位で開く。両顎には絨毛状歯のならぶ歯列が存在し、大型個体には小さな犬歯状の歯からなる歯列も存在する。鰓耙数は第一鰓弓で30から37であり、他種との識別特徴のひとつとなっている。背鰭は二つの部分に分かれ、第一背鰭は13極、第二背鰭は1棘、19 - 22軟条である。第二背鰭は性的二型を示し、全長21センチメートル以上の成熟したオスでは中央の3本から12本の軟条が伸長し様々な長さのフィラメント状となる。臀鰭は前方に2本の遊離棘があり、それを除けば1棘、16 - 18軟条である。背鰭と臀鰭は前方部もよく伸長する。臀鰭にもフィラメント状の伸長がみられるが、その程度は背鰭と比べると小さい。胸鰭は鎌状になり18 - 20軟条、一方尾鰭は深く二叉し左右相称である。腹鰭は短く、クボアジのそれと似て腹部にある深い溝にぴったりと収納される。側線は前方でゆるやかに湾曲し、曲線部には57から77の鱗がみられる。直線部には25から43の鱗様の構造がみられそのうち11から24は稜鱗（ぜいご）として弱く発達する。胸には無鱗域があり、これも本種を識別する特徴の一つである。この無鱗域は腹鰭の始点から、胸鰭の基部や鰓蓋のあたりまで広がる。椎骨数は24である。
体色は年齢によって変化をみせるが、どの年齢においても背部では灰青色、腹部では銀白色という一般的な傾向は変わらない。若い個体では背部がより銀青色になり、胸鰭より後ろの体側に6本の暗色の帯が現れる。鰓蓋の上縁には明瞭な黒い斑がみられる。第一背鰭は薄い灰色から黒色、第二背鰭と臀鰭は無色透明から黒色である。胸鰭は無色でやや不透明で、腹鰭はふつう黒色だが前端は白色に縁取られる。尾鰭も無色透明で、後端は不透明になる。若い個体の腹鰭は黒色を帯びる。

## 分布
インド洋から西太平洋の熱帯・亜熱帯域に生息する。生息域は西は南アフリカのイースト・ロンドンから北へマダガスカル、インド、タイ、そして東へ香港、台湾、日本へと広がる。紅海やオマーン湾でもよくみられる。
日本においては山口県以南、琉球列島などでみられる。
主に沿岸海域に生息し外洋に移動することはめったにない。漂泳性で海底近くと海表近く両方でみられる。海岸近くの岩礁やサンゴ礁でよくみられ、単独で、あるいは群れをつくってしばしばその外縁を周期的に泳ぎ回る。より浅い砂底の湾やラグーンでも見られることがある。幼魚はエスチュアリーに入りそこで成長することも知られている。

## 生態
肉食魚であり、様々な種類の小魚やイカなどの頭足類、カニやシャコなどの甲殻類を捕食することが知られている。そのほかに、長い鰓耙を海水中の微小生物を濾過摂食するのに使っていると考えられている。全長21センチメートルから22センチメートルで性成熟に達する。産卵生態については調査がなされていないが、幼魚は浅い湾やエスチュアリーに生息することが分かっている。

## 人間との関係
発見されるのがまれな種類であるため商業漁業の主対象とはならないが、地場漁業では時折漁獲され鮮魚として販売される事がある。食用としては美味であり、特にタイやカンボジアでは蒸し焼きやフライにされて珍重される。南アフリカなどでは、まれだが釣りの対象ともなり、船からルアーや餌を用いて、あるいはスピアフィッシングで狙われる。